# AliOS
AliOS je distribuce Linuxu vyvinutá společností Alibaba Cloud, dceřinou společností čínské společnosti Alibaba Group. Je určen pro zařízení, jako jsou chytré televizory, a byl používán jako mobilní operační systém. Jedná se o operační systém založený na Android Open Source Project (AOSP) a vyvíjí ho AliCloud, což je dceřiná firma čínské společnosti Alibaba Group.

## Historie
Trvalo tři roky, než 1600 inženýrů Alibaba Cloud vyvinulo AliOS z kódové základny AOSP. Společnost čelila dominantnímu Androidu v Číně a také se snažila expandovat na západní trhy. Poprvé byl AliOS použit v K-Touch W700 v roce 2011.
V květnu 2012 bylo prodáno 1 milion smartphonů s technologií AliOS. Očekávalo se, že se zásilkami na konci roku 2016 stane druhým největším operačním systémem v Číně, se 14% podílem na trhu.
AliOS 5 Atom byl vydán 10. prosince 2015.
20. října 2017 oznámil Alibaba Cloud nový název a zaměření operačního systému na konferenci Alibaba 2017 Computing Conference v Hangzhou. Zároveň Alibaba představil open-source edici AliOS, pojmenovanou jako AliOS Things. Toto vydání se zaměřuje na IoT a umožní vývojářům stáhnout si zdrojový kód zdarma.

## Přehled

### Mobilní zařízení
AliOS se točí kolem myšlenky přinést cloudovou funkčnost do chytrých zařízení. Podle společnosti AliOS obsahuje cloudový e-mail, vyhledávání na webu, aktualizace počasí a navigační nástroje GPS. Služby AliOS navíc synchronizují a ukládají data hovorů, textové zprávy a fotografie v cloudu pro přístup napříč dalšími zařízeními, včetně osobních počítačů. Alibaba říkal, že nabídne zákazníkům 100 GB úložiště při spuštění. AliOS by uživatelům umožňoval přístup k aplikacím z webu, místo aby si stahovali aplikace do svých zařízení, což připomíná cíl Chrome OS.

## Vztahy s Androidem
Podle společnosti Google je AliOS vidlicovou, ale nekompatibilní verzí svého open-source operačního systému Android. Společnost se proto pokusila zabránit společnosti Acer Inc. v dodávce telefonu se systémem AliOS a tvrdila, že společnost Acer, člen aliance Open Handset Alliance, souhlasila s tím, že nebude vyrábět telefony s nekompatibilní verzí systému Android. Andy Rubin měl v té době na starosti divizi Android ve společnosti Google, uvedl, že zatímco AliOS není součástí ekosystému Android, využívá runtime, framework a různé nástroje od Androidu.

Alibaba zpochybňuje tvrzení, že AliOS je verze systému Android, a uvádí následující: 
„Aliyun OS [nyní AliOS ] obsahuje svůj vlastní virtuální stroj, který se liší od virtuálního stroje Dalvik pro Android. Běhové prostředí AliOS, které je jádrem OS, se skládá z obou vlastních virtuálních strojů Java, které se liší od Android Dalvik a jeho vlastního cloudového aplikačního enginu, který podporuje webové aplikace HTML5. AliOS používá některé aplikační rámce a nástroje pro Android (open source) pouze jako opravu, která uživatelům AliOS umožňuje kromě cloudu využívat i aplikace třetích stran.“
Od září 2012 však obchod s aplikacemi AliOS obsahuje některé pirátské aplikace pro Android, včetně mnoha od Googlu.

## Blokování aplikací
V listopadu 2015, v souladu s politikou čínské státní správy pro tisk, publikace, rozhlas, film a televizi, jsou desítky aplikací třetích stran instalovaných uživateli do jejich zařízení s AliOS automaticky odstraněny a zablokovány při opětovné instalaci.